# Pentachaeta
Pentachaeta es un género de plantas con flores perteneciendo a la familia  Asteraceae; el género entero es endémico de California.  De las seis especies miembros, al menos una Pentachaeta bellidiflora, es clasificada en peligro de extinción.  Fue incluido en Chaetopappa, pero más tarde se reconoció como género separado. El más parecido es  Rigiopappus y Tracyina.
El género lo constituye plantas anuales. Los tallos son simples o ramificados hasta la mitad de la planta, son erectos y generalmente flexibles de color verde a rojizo. Las hojas de Pentachaeta son estrechas y lineales, ciliadas y verdes. La inflorescencia terminal son solitarias con una cabeza radial, la corola de color blanco, amarillo o rojo puede ser simple o tubular. 
Comprende 14 especies descritas y solo 5 aceptadas.

## Taxonomía
El género fue descrito por Thomas Nuttall y publicado en Transactions of the American Philosophical Society, new series, 7: 336. 1840.
Etimología
La etimología del género deriva del griego: Penta = cinco + chaeta = cerda, refiriéndose a las escalas de P. aurea.

## Especies seleccionadas
A continuación se brinda un listado de las especies del género Pentachaeta aceptadas hasta junio de 2012, ordenadas alfabéticamente. Para cada una se indica el nombre binomial seguido del autor, abreviado según las convenciones y usos.
- Pentachaeta alsinoides Greene
- Pentachaeta aurea Nutt.
- Pentachaeta bellidiflora Greene
- Pentachaeta fragilis Brandegee
- Pentachaeta lyonii A.Gray